# Низькотемпературна сепарація

Принципова технологічна схема низькотемпертурної сепарації: 1,5,6 — сепаратори; 2,3 — теплообмінники; 4 — дроселі; УСК — установка стабілізації конденсату; ДЕГ — диетиленгліколь.

Низькотемпературна сепарація (рос. низкотемпературная сепарация; англ. low-temperature separation, нім. Tieftemperaturabscheidung f, Tieftemperaturseparation f) — процес промислової обробки газу природного на газоконденсатних родовищах з метою вилучення з нього газового конденсату і одночасного осушування газу від вологи, що здійснюється при низьких температурах від 0 до –30°С, які одержують в результаті дроселювання газу чи від зовнішнього джерела холоду (холодильні машини, турбодетандери).

## Загальний опис
Вилучення рідких вуглеводнів з сирого газу охолодженням залежить від вмісту С3+ у сирому газі. Витрата розчину інгібітора гідратоутворення, звичайно діетиленгліколю, в системі циркуляції установок Н.с. визначається розрахунком за умовами попередження гідратоутворення. Витрати 70–85 % -ного розчину гліколю не більше 60 г/ 1000 м3 газу. Вибір типу холодильних агрегатів обґрунтовується техніко-економічним розрахунком.
Технологічна схема стандартного устаткування Н.с. на газоконденсатних родовищах передбачає вилучення з газу вуглеводневого конденсату, потоки якого скеровуються на зневоднення і стабілізацію чи споживачеві. Температура сепарації — до -15 °С досягається використанням природного холоду за рахунок дроселювання газу в дроселі і попереднім охолодженням сирого газу перед дроселем в теплообміннику «газ — газ» потоком сухого холодного газу, який виходить із низькотемпературного сепаратора. Запобігання гідратоутворенню забезпечується вприскуванням розчину гліколю в потік газу перед теплообмінником. Регенерація насиченого розчину гліколю після його відділення від конденсату в роздільній ємності відбувається у вогневому регенераторі. Для кращого розділення сирого газового конденсату і насиченого гліколю перед подачею в роздільник ці потоки підігрівають у теплообміннику «газ — рідина». Для кращої утилізації холодних і теплових потоків доцільно водоконденсатний потік скерувати в додатковий теплообмінник. Для використання абсорбційного ефекту при сепарації газоконденсатної продукції доцільно як сепаратор-краплевідбійник використовувати трифазний сепаратор, який забезпечує скидання в конденсатний потік тільки пластової і конденсатної води. При цьому потоки газу і конденсату, які виходять з сепаратора, необхідно скерувати в теплообмінник, дросель і низькотемпературний сепаратор. Газ дегазації, який виходить з трифазного роздільника, доцільно утилізувати на власні потреби промислу, а при його надлишку — скерувати через ежектор на дросель.
За іншою схемою утилізації теплих і холодних потоків та оптимізації циклу охолодження в процесі Н.с. запобігають гідратоутворенню вприскуванням гліколю. Скидання пластової води здійснюється з трифазного сепаратора–краплевідбійника. Газовий конденсат і насичений гліколь з низькотемпературного сепаратора скеровуються на розділення і подальше оброблення: конденсат — на стабілізацію і відвантаження споживачу, насичений гліколь — на регенерацію. Схемою передбачено зовнішнє охолодження водою чи холодоагентом у теплообміннику (випарнику).
З метою підвищення ефективності використання тиску газу, штуцерованого на дроселі, і для одержання холоду можуть бути використані замість дроселя розширювальні машини (турбінні чи поршневі). Їх застосування в схемах Н.с., особливо в парі «детандер — компресор», збільшує тривалість періоду функціонування процесу сепарації за низьких температур. І навпаки, для забезпечення режиму сепарації за низьких температур необхідно або попередньо вводити дотискні компресорні станції, або вводити джерела штучного холоду.

## Схема і обладнання
Схема парокомпресійного холодильного циклу включає пропанові холодильні машини, що вводяться в схему процесу Н.с. на етапі вичерпання дросель-ефекту. Дросельний пристрій замінюють холодильником-випарником. Продукція газоконденсатних свердловин охолоджується в цьому випарнику за рахунок теплообміну з випарним холодоагентом, який надходить у нього через теплообмінник «газ — рідина» і штуцер у рідкому вигляді. Пару холодоагента скраплюють компримуванням у компресорі і охолодженням у конденсаторі, витрачаючи на це зовнішню роботу (привод компресора, привод апаратів повітряного чи водяного охолодження). Замість парокомпресійного холодильного циклу в схемі процесу Н.с. можна використати пароабсорбційний холодильний цикл, наприклад, водоаміачні холодильні машини. В цій схемі холодоагент, що випаровується у теплообміннику-випарнику, охолоджує продукцію газоконденсатних свердловин. Пара холодоагента скраплюється шляхом її абсорбції водою, яка подається на зрошування в абсорбер, з наступним розділенням водного розчину холодоагента у ректифікаційній колоні на воду і холодоагент, пара якого скраплюється в конденсаторі. Коли реалізується пароабсорбційний холодильний цикл, то витрачається зовнішня робота (теплота) на підігрівання і охолодження продукції холодильного циклу, на привод апаратів повітряного чи водяного охолодження і на привод насосів.

## Інтернет-ресурси
- Низькотемпературна сепарація